# Јапански носач авиона Хошо
Хошо је био први носач авиона изграђен у јапану и коришћен је у Другом светском рату углавном као брод за обуку палубних пилота. Један је од мањег броја великих јапанских бродова који су преживели рат.

## Историја
Јапанска флоте је још за време Јапанско-руског рата вршила пробну употребу ваздухопловних средстава, када је неколико балона коришћено за извиђање, а полетали су са крстарица. Пред почетак Првог светског рата проучена су искуства о употреби авиона у Италијанско-турском рату и Првом балканском рату. Током 1913. године у Сједињене Америчке Државе и Француску одлази неколико људи, како би се обучили за пилоте. Године, 1914. у састав 2. флоте се налазио транспортер хидроавиона Вакамија, на којем су базирала два авиона са пловцима фирме „Фарман“. Заједно са још једним авионом (са точковима) исте фирме, узели су учешће у опсади немачке базе Циндао. За време једног лета над заливом Киао Чао, пилоти „палубне“ авијације су потопили помоћни минополагач. Све то, као и пробе британске флоте у коришћењу авиона, дали су разлог јапанском Адмиралштабу да предложи, у оквиру програма "8-8", изградњу два носача авиона. Они би требало да осигурају против-ваздушну одбрану бојним бродовима, да извиђају снаге противника и да му нанесу што више оштећења пре решавајуће артиљеријске битке.
Почетком 1920. године одлучено је да се изграде два носача авиона. Пошто Јапанци нису имали искуства у градњи таквих бродова, помоћу британских специјајалиста направљен је пројекат за довршетак градње већ почетог танкера Хирју у носач авиона.
| Име   | Почетак градње     | Поринуће           | Примљен у флоту |
| ----- | ------------------ | ------------------ | --------------- |
| Хирју | 16. децембар 1919. | 13. новембар 1921. | -               |

Након поринућа трупа он је одвучен у Јокосуку, где су продужени радови за изградњу носача авиона. Нови брод је добио име Хошо. Планирани други брод по истом пројекту добио је име Шокаку, но његова градња није почела услед донесених одредба на Вашингтонској поморској конференцији 1922. године.
На трупу је постављен хангар на једном нивоу, у коме су могла да стану 21 авион. Полетна палуба била је постављена на хангар, стим што су се на предњем и задњем делу налазили потпорни стубови. Трећина предње палуба имала је нагиб надоле, да би се олакшало узлетање авиона. Хангар се повезивао са палубом путем два лифта за авионе. Они су били различите величине - предњи 9×9 метара, задњи 12,5×7 метара. На десном боку постављена је острвска надградња, у којој је смештен командни мост и пункт за управљање полетањем авиона. Погонске уређаје чинило је 12 котлова „Канпон“ за нафту и угаљ и 2 парне турбине. За време испитивања машина на Хошоу, развијена је снага од 31.117 КС и постигнута брзина од 26,66 kn (49,37 km/h). Дим из котлова се одводио путем три димњака на десном боку који су могли са се спусте под 90% у односу на бок и тако смање задимљавање полетне палубе. Оклопљавање је изостављено, а наоружање је чинило 4 топа од 140 mm, који су се налазили у засебним куполама, по два са сваке стране брода. Против-авионско наоружање чинили су 2 топа 80 mm и два митраљеза 7,62 mm. Нема тачних података о првом саставу авио-групе на Хошоу, али вероватно је била састављена од првих јапански палубних авиона: ловца А1Н2, бомбардера 2МТ1 и извиђача 2МР1

## Тактичко-Технички подаци
|                            | Пре модернизације               | После модернизације (1936)           |
| -------------------------- | ------------------------------- | ------------------------------------ |
| Стандардна тежина:         | 7.470 тона                      | 8.000 тона                           |
| Пуна тежина:               | 9.494 тона                      | 10.797 тона                          |
| Дужина:                    | 165,00 метара                   | 165,00 метара                        |
| Ширина:                    | 18,00 метара                    | 18,00 метара                         |
| Газ (средњи):              | 6,20 метара                     | 6,20 метара                          |
| Полетна палуба:            | 158,20×22,70 метара             | -                                    |
| Погон:                     | 12 котла „Канпон“               | 8 котла „Канпон“                     |
| Снага:                     | 30.000 КС (2 парне турбине)     | 30.000 КС (2 парне турбине)          |
| Брзина:                    | 25,2 kn (46,7 km/h)             | 25 kn (46 km/h)                      |
| Даљина пловљења:           | -                               | 3.000 наутичких миља/14 kn (26 km/h) |
| Количина горива:           | 2695 тона нафте и 960 тона угља | 559 тона нафте                       |
| Посада:                    | 550 човека                      | 570 човека                           |
| Главна артиљерија:         | 4×1 топа 140                    | 4×1 топа 140                         |
| Противавионска артиљерија: | 2×1 топа 80                     | 2×1 топа 80                          |
| Митраљези:                 | 2×1 митраљеза 7,62 mm             | 12×1 митраљеза 13                    |
| Авиогрупа:                 | 21                              | 21                                   |
| Ловци:                     | -                               | 8 А5М2                               |
| Обрушавајући бомбардери:   | -                               | 12+1 Д1А2                            |

## Модернизација
За време своје службе носач авиона Хошо је више пута преправљан. Током 1923. године острвска надградња је демонтирана, а нагиб на предњем делу палубе уклоњен. Године, 1934. брод пролази кроз генералну модернизацију. Котлови су пребачени на коришћење само нафте, а број им је смањен на 8. Димњаци су учвршћени у хоризонталном положају, а палуба је претрпела извесне промене стим што се није променила њена размера. Допунски су постављена 12 митраљеза од 13 mm. Авиогрупа на броду добила је нове типове авиона и чинилу су је 8 А5М2 и 12+1 Д1А2. Притом посада је нарасла на 570 човека. Након модернизације, тежина брода се повећала на 10.797 тона (пуни депласман). За време ремонта 1937. године замењени су против-авионски топови 80 mm топовима 25 mm (4×2), а митраљези су одстрањени. Током 1941. године авиогрупа на броду добила је нове авионе - 18 А6М2 и 2 Д3А1. Након битке за Мидвеј са носача виона су уклоњени топови 140 mm а постављена су још 4×2 топа 25/60 mm, док је авиогрупу чинило 18+6 А6М2. Последњу модернизацију Хошо је имао 1944. године. Палуба је продужена до 180,8 метара а величине отвора лифтова за авионе повећане - предњи 8,50×12,80 метара, задњи 13,70×11 метара. Димњаци су скинути и постављени нови који су били закривњени ка воденој површини. Следеће године број против-авионских топова смањен је на свега 3×2 топа 25/60 mm. 
- „Носач авиона Хошо пре модернизације”. Архивирано из оригинала 29. 9. 2007. г.
- „Носач авиона Хошо 1939.”. Архивирано из оригинала 26. 9. 2007. г.
- „Носач авиона Хошо 1945.”. Архивирано из оригинала 29. 9. 2007. г.

## Служба
Носач авиона Хошо улази у сатав јапанске ратне морнарице 27. децембра 1922. године. Током 1923. године пролази програм за одстрањивање дефекта откривених приликом испитивања. Након тога до марта 1928. године служи као школски брод за обуку пилота морнаричке авијације. Од априла 1928. до јуна 1932. године је у саставу 1. дивизије носача авиона, након чега је изведен у резерву. Од 1934. до 1936. године пролази обширан програм модернизације, а затим је опет школски бртод. При започињању борбених дејстава у Европи септембра 1939. године - Други светски рат, Хошо се враћа у састав Уједињене флоте и укључен је у 3. дивизију носача авиона. Током 1941. године пролази планирани ремонт у Сасебу и од октобра је поново у саставу 3. дивизије носача авиона, базирајући у Хашира Џими. У време припреме за напад на Перл Харбор, авиони његове авиогрупе су пребачени у 1. ваздушну флоту. Током прве етапе Јапанског наступања 1941—1942. године, носач авиона Хошо остаје у рејону Метрополе и осигурава обуку нових пилота за палубну авијацију. Дана, 25. маја 1942. године укључен је у састав главних снага при припреми за операцију „МИ“. Узима учешће у борби за Мидвеј, но нема контакта са противником. Од септембра 1942. па до фебруара 1945. године поново је школски брод, а тада је изведен у резерву и постављен на „мртвој тачки“ у Куреу. Дана, 28. јула 1945. године задобија лакша оштећења трупа услед напада америчке авијације. Након рата служи као транспортни брод за пребацивање јапанских војника из Кине у Јапан. Предат је на сечење 30. априла 1947. године.